# Филоктет
Филоктет (грч. Φιλοκτήτης, лат. Philoetetes) је био син краља Пеанта у Тесалији, а био је познати стрелац и учесник у Тројанском рату.

## Митологија
Филоктет је био вешт стрелац, лук и стрелу је добио од Херакла, који никада није промашио свој циљ, те је као такав био позван од стране микенског краља Агамемнона, да му се придружи у рат против Троје. Филоктет се одазвао позиву и придружио се походу на Троју.
Он је, само са седам бродова, али зато са изврсним стрелцима који су предњачили испред свих осталих Ахајаца. Путујући ка Троји, Филоктета је задесила несрећа која га је спречила да пуних девет година не учествује у рату.

### Узроци несреће
Филоктета су Грци оставили на острву Лемну или Хриси пре почетка Тројанског рата јер га је угризла змија коју је Хера послала да га злоставља као казну зато што је његов отац служио Хераклу којег она није волела. Рана је неподношљиво смрдела, па су војници одбили да са њим наставе путовање, тако да га је Агамемнон, на предлог Одисеја, оставио на острву препустивши га судбини.

### Филоктет у Троји
Остављен сам на острву, Филоктет је био бесан на Грке, а посебно на Одисеја који је посаветовао Агамемнона да га напусти. Медонт је преузео његову војску, а Филоктет је остао сам на Лемну девет година.
Хелен, Пријамов син, био је мучен па је тако открио начин на који Грци могу да добију Тројански рат. Грци би морали да користите Хераклов лук и стрелу. Кад је Одисеј то чуо, вратио се по Филоктета на острво Лемна.
На путу ка Троји, Филоктет је сазнао за превару Одисеја и зашто је овај дошао баш по њега, али, када је хтео да искочи из брода, појавио се Херакло који му је наредио да мора да оде до Троје, где ће му се рана излечити и где ће постићи велику славу. Филоктет га је послушао и одмах по доласку је стрелом убио Париса, а у том часу је и његова рана зацелила.
Видевши да му је рана зацељена, Филоктет се помирио са Агамемноном и Одисејом, и храбро се борио све до пада Троје, а био је и један од изабраних бораца који су у тројанском коњу ушли у град Троју.
После Тројанског рата, Филоктет је отишао у Италију где је основао град Петилију у Калабрији.

## Филоктет у литератури
Филоктет је био главни јунак две Софоклове трагедије, као и једне Есхилове и Еурипидове, али је само једна сачувана - Филоктет, Софоклова трагедија.
Филоктет је споменут и у Хомеровој Илијади где се у другом певању говори о његовој судбини на острву и о његовом спашавању.
Филоктет је главни јунак романа „Самомучитељ“, аутор Миомир Петровић у издању Просвете (Београд) 2000.